# Vladimir Fëdorovič Vavilov
Vladimir Fëdorovič Vavilov (in russo Владимир Фёдорович Вавилов?; 5 maggio 1925 – 3 novembre 1973) è stato un compositore, liutista e chitarrista russo.

## Biografia
Studiò chitarra con Pëtr Isakov e composizione con I. Admoni al Conservatorio Rimski-Korsakov di San Pietroburgo.
Vavilov fu molto attivo come strumentista sia con il liuto che con la chitarra, come redattore musicale per una casa editrice musicale statale, ed ancor più come compositore. Aveva l'abitudine di attribuire le proprie composizioni ad altri musicisti, solitamente rinascimentali e barocchi, spesso indipendentemente dallo stile proprio dell'opera, nello spirito di Fetis, Kreisler, Ponse, Casadesus ed altri mistificatori di epoche precedenti. Le sue creazioni ebbero - ed hanno tuttora - enorme circolazione, al punto di conquistare a volte lo status di melodie tradizionali.
Alcune fra le sue composizioni più note sono:
- Kanzona di Francesco da Milano (nota come La città d'oro, in russo Город Золотой)
- Mazurka di Andrey Sychra
- Elegia di Mikhail Vyssotsky
- Melodia Russa (studio sul tremolo) di Mikhail Vyssotsky
- Ricercar di Niccolo Nigrino
- Impromptu di Milij Alekseevič Balakirev
- Ave Maria di Giulio Caccini (Vavilov stesso non la chiamava così, avendola firmata come Anonimo: fu solo alcuni anni dopo la sua pubblicazione che Mark Szachin le aggiunse il nome "Caccini"). Si tratta di un'aria oggi presente nel repertorio di moltissimi esecutori, e fra questi Sumi Jo e Charlotte Church[1][2][3].

Vavilov morì in povertà a 48 anni, di tumore al pancreas, pochi mesi prima dell'esecuzione di La città d'oro, che fu un immediato trionfo.